# Гликозид
Гликозиди или хетерозиди су сложена органска једињења састављена из две компоненте:
- шећера и
- агликона.

Шећерну компоненту чини најчешће молекул гликозе, док ређе то може да буде и фруктоза или арабиноза. Агликон је нешећерна компонента која може да буде ароматични или алифатични алкохол, фенол алдехид, кетон или неко друго једињење. Токсичност ових једињења потиче управо од те нешећерне компоненте и манифестује се углавном на хладнокрвне организме. Налазе се у различитим биљним деловима растворени у ћелијском соку вакуоле.
Према хемијској природи нешећерне компоненте гликозиди се деле на:
1. цијаногене гликозиде, који садрже цијановодоничну киселину; њима припадају:
  - амигдалин;
  - пруназин;
  - прулауразин;
  - самбунигрин и др.
2. срчане гликозиде, који се користе за лечење болести срца и других органа као што је нпр. дигиталис;
3. сапонине, који садрже стероидна или тритерпенска једињења;
4. антрагликозиде, који садрже једињења антрацена;
5. горке гликозиде чији је агликон јако горког укуса; то је група најмање проучених гликозида.